# Mahad
Mahad es una ciudad y  municipio situada en el distrito de Raigad en el estado de Maharashtra (India). Su población es de 27536 habitantes (2011). Se encuentra a orillas del río Savitri, a 131 km de Bombay y a 76 km de Pune.

## Demografía
Según el censo de 2011 la población de Mahad era de 27536 habitantes, de los cuales 14025 eran hombres y 13511 eran mujeres. Mahad tiene una tasa media de alfabetización del 94,32%, superior a la media estatal del 82,34%: la alfabetización masculina es del 96,19%, y la alfabetización femenina del 92,40%.